# Carmen Heymann
Carmen Heymann (Quito, 1944 - Madrid, 16 de julio de 2012), fue una titiritera y dramaturga ecuatoriana especializada en la investigación de la evolución del universo de los títeres en la literatura española y su recuperación. Establecida en España durante su vida profesional, fundó en Madrid la Sala Mirador.

## Biografía
Estudiante de lenguas en varios países europeos, se instaló en España, donde ingresó en la Escuela Superior de Arte Dramático.
En 1961 se casó con Servando Carballar Román, con quien realizó, desde 1965 a 1975, una labor de investigación y divulgación de los orígenes del teatro medieval español en su doble vertiente fonético-filológica y literario-teatral. Investigaciones que pudieron presentar en algunas cátedras de filología hispánica y departamentos de español de centros docentes europeos y estadounidenses, con los montajes: Los milagros de Nuestra Señora de Gonzalo de Berceo, La batalla de don Carnal y doña Cuaresma del arcipreste de Hita, Auto de la pasión de Gómez Manrique, Cancionero y romancero anónimos.
Entre 1975 a 1978, Carmen Heymann trabajó en el departamento teatral del Middlebury College, en Vermont (Estados Unidos), desarrollando y construyendo los muñecos para el montaje de La zapatera prodigiosa de Federico García Lorca.
Por esa época ella y su marido crean el Teatro Popular de Muñecos y Máscaras, recuperando formas y tipos del Barroco español como el "bululú" o la literatura "de cordel"; y finalmente, en 1984 abren en Madrid la Sala Mirador, proyecto de un teatro estable de muñecos, por donde pasaron numerosos titiriteros de Europa. También se representaron en dicha sala montajes de su propia compañía de clásicos como el Ubú rey de Alfred Jarry en versión teatral de Francisco Nieva (estrenada en la Sala Olimpia de Lavapiés en 1983), o Las mil y una noches, ambas obras dirigidas por Servando Carballar y con música de Los Iniciados. En 1989, por razones económicas, la sala compartió su espacio con compañías de actores, manteniéndose hasta 1994.
En 1986, Camilo José Cela les invitó a compartir el recorrido de su Nuevo viaje a la Alcarria, con una adaptación titiritera de sus pliegos de cordel.
En 1989, Carmen asistió en Charleville-Mezières, al curso que dictó Jim Henson, creador de The Muppets.
En 1990 se divorció de Servando Carballar. A partir de 1996, trabajó en un nuevo muñeco de guante, a partir de la técnica china, con el que montó Amor de don Perlimplín con Belisa en su jardín de Federico García Lorca, que presentó dentro de los actos dedicados al poeta granadino en 1998, con motivo de su aniversario. 
Con su nueva compañía, "Heymann Microteatro", y con ayuda de la Comunidad de Madrid, presentó en el Centro Cultural de la Villa de Madrid sus montajes: "Lorca y los títeres: Amor de don Perlimplín y Belisa en su jardín" y La zapatera prodigiosa. Junto a los dos espectáculos se exhibieron los títeres originales construidos por el titiritero Hermenegildo Lanz; la familia Lorca prestó las cabezas de los muñecos que utilizó el poeta en las funciones que organizaba en su casa, y la Fundación Manuel de Falla los trajes de los títeres). Además se exhibieron varios dioramas de los decorados de Hermenegildo Lanz cedidos por dicha fundación.
Entre 1998 y 1999 realizó más de sesenta funciones con "Lorca y los títeres", llegando a actuar en la Fortaleza de Sagres (Portugal). Ese mismo año de 1999 estrenó la Comedia Himenea de Bartolomé de Torres Naharro, en el Festival Internacional de Títeres de Bilbao. También en este caso utilizó muñecos basados en técnicas orientales.
En 2000 presentó su versión del Amadís de Gaula de Garci Rodríguez de Montalvo en la Sala Pradillo de Madrid, con muñecos de inspiración siciliana; intervenían diez actores que prestaban sus voces y su interpretación a una docena de muñecos. 
En 2003 montó, de nuevo con técnica china, La flauta mágica de Mozart, de la que se representaron más de 200 funciones en España, a través de la obra Social y Cultural de Caja Madrid. Un año después, con la colaboración del Ministerio de Cultura de España, su compañía fue invitada por el Ayuntamiento de Quito a participar con el montaje de Amor de don Perlimplín... en el Festival Internacional de Teatro Experimental.
Desde 2005, fecha en que fue vendida la Sala Mirador, Carmen Heymann vivió entre Calpe y Madrid, conservando su compañía que continuó representando montajes de su repertorio, como la Comedia Himenea en el marco del Festival de Almagro en 2005, o del Amor de don Perlimplin... en las fiestas de San Isidro de 2010.
Falleció de cáncer en Madrid, el 16 de julio de 2012 a la edad de 67 años.

## Reconocimientos
Carmen Heymann recibió el Premio Gorgorito en su convocatoria de 2011, y el "Mariona Masgrau", entregado a su hijo Servando Carballar Heymann en Bilbao, en noviembre de aquel mismo año.